# Can't Knock the Hustle
Can't Knock the Hustle è il terzo singolo del rapper statunitense Jay-Z, pubblicato il 27 agosto 1996 ed estratto dall'album d'esordio di Jay-Z, Reasonable Doubt. La canzone, prodotta da Knobody e co-prodotta da Sean C e Dahoud Darien, vede la collaborazione dell'artista Mary J. Blige.
Il singolo raggiunge la posizione numero 73 nella Hot 100 e, il primo marzo del 1997, la numero 30 in UK.

## Tracce

### CD
1. Can't Knock the Hustle (Original Mix)
2. Can't Knock the Hustle (Instrumental)
3. Can't Knock the Hustle (Acapella)
4. Can't Knock the Hustle (Hani Remix)

### Vinile
Lato A
1. Can't Knock the Hustle (Original Mix)
2. Can't Knock the Hustle (Instrumental)
3. Can't Knock the Hustle (Acapella)

Lato B
1. Can't Knock the Hustle (Hani Remix)

## Classifiche

### Classifiche settimanali
| Classifica (1996)        | Posizione massima |
| ------------------------ | ----------------- |
| Nuova Zelanda            | 26                |
| Regno Unito              | 30                |
| Stati Uniti              | 73                |
| US Hot R&B/Hip-Hop Songs | 35                |
| US R&B/Hip Hop Airplay   | 41                |